# Koellikerina diforficulata
Koellikerina diforficulata is een hydroïdpoliep uit de familie Bougainvilliidae. De poliep komt uit het geslacht Koellikerina. Koellikerina diforficulata werd in 1978 voor het eerst wetenschappelijk beschreven door Xu & Zhang. 